# Robert Florey
Robert Florey, nacido en París, Francia, el 14 de septiembre de 1900 y fallecido en Santa Mónica, California, el 16 de mayo de 1979, fue un director, guionista, periodista y ocasional actor cinematográfico franco-estadounidense.
París y Hollywood marcaron los polos magnéticos de este francés entusiasta del cine estadounidense; poseído por el cine desde que en su infancia viera rodar a Georges Méliès, fue luego ayudante de dirección de Louis Feuillade. 
Florey emigró a los Estados Unidos en septiembre de 1921, como periodista cinematográfico. Posteriormente su variada actividad abarcó la publicidad extranjera y la organización de giras de grandes estrellas como Douglas Fairbanks, Mary Pickford, Rodolfo Valentino entre otras, y fue ayudante de dirección de Josef von Sternberg, Henry King, King Vidor, Frank Borzage o Charles Chaplin.
Después se dedicó a la dirección, siendo sus años más productivos las décadas de 1930 y 1940, durante las cuales trabajó en producciones de relativo bajo coste para Paramount Pictures y Warner Bros. Su reputación está a medio camino de su estilo expresionista de vanguardia, más evidente en sus primeros años, y de su trabajo como director de estudio rápido y fiable llamado para finalizar proyectos problemáticos, como fue el caso de la cinta de 1939 Hotel Imperial.
En total dirigió más de 50 películas, siendo probablemente su cinta más popular el primer largometraje de los Hermanos Marx, The Cocoanuts (1929). También fue muy estimada su película de terror de 1932, Los crímenes de la calle Morgue, en la que es evidente el estilo expresionista. En 2006, al ser seleccionada por la Biblioteca del Congreso de Estados Unidos su película de 1937 La dama de Shanghái para ser preservada en el National Film Registry de los Estados Unidos, se dijo de Florey que era "ampliamente considerado como el mejor director de los grandes estudios cinematográficos de serie B".

## Biografía
Florey se crio en París cerca del estudio de George Melies, y siendo joven fue ayudante de Louis Feuillade. En la década de 1920 trabajó como periodista, en Hollywood fue ayudante de dirección de Josef von Sternberg,y realizó noticiarios en Nueva York, todo ello antes de debutar como director de largometrajes en 1926.
A finales de esa década produjo dos cortos experimentales, aunque muy baratos: The Life and Death of 9413--a Hollywood Extra (1928), codirigido por Slavko Vorkapich, y Skyscraper Symphony (1929).
Florey tuvo una contribución significativa, aunque sin acreditar, en el guion de la película de 1931 Frankenstein. Con el apoyo del editor de Universal Richard Schayer, Florey hizo campaña para poder dirigir Frankenstein, y filmó una prueba de pantalla con Bela Lugosi interpretando al monstruo. Pero en vez de ello, Universal Pictures destinó a Florey y a Lugosi al film Los crímenes de la calle Morgue. Florey, con la colaboración del cineasta Karl Freund y de elaborados decorados representando el París del siglo XIX, hizo de esta película una versión estadounidense de filmes expresionistas alemanes como El gabinete del doctor Caligari (1920).
Mediada la década de 1930 Florey se asentó en el ambiente de trabajo de los estudios y produjo películas para Warren William, Guy Kibbee y Akim Tamiroff. Para algunos historiadores del cine, el mejor trabajo de Florey llegó con estas modestas producciones. A finales de los años treinta Florey consiguió con Paramount muy buenos trabajos, entre ellos Hollywood Boulevard (1936), King of Gamblers (1937), y Dangerous to Know (1938), todos ellos filmes marcados por un ritmo rápido, tono cínico, el uso del plano holandés e iluminación dramática.
Más adelante, Florey fue ayudante de dirección de Charlie Chaplin en Monsieur Verdoux (1947).
En 1953 Florey fue uno de los primeros directores cinematográficos en dedicarse a dirigir en televisión, no dejando ya este medio. Como director televisivo trabajó más de una década y dirigió capítulos de innumerables series como The Outer Limits, Alfred Hitchcock Presents, y The Twilight Zone. También escribió varios libros, entre ellos Pola Negri (1927), Charlie Chaplin (1927), Hollywood d'hier et d'aujord'hui (1948), La Lanterne magique (1966) y Hollywood annee zero (1972).
Robert Florey fue nombrado en 1950 Caballero de la Legión de Honor francesa. Estuvo casado una vez de 1928 a 1936 y luego contrajo un segundo matrimonio, con Virginia Florey. El director falleció en Santa Mónica (California) en 1979, a causa de un cáncer. Fue enterrado en el Cementerio Forest Lawn Memorial Park de Hollywood Hills, Los Ángeles.

## Filmografía completa
La siguiente lista, que se cree completa, comprende todas las producciones dirigidas por Florey.
| - That Model from Paris, 1926 (sin créditos) - The Love of Zero, 1927 - One Hour of Love, 1927 - The Romantic Age, 1927 - Face Value, 1927 - The Hole in the Wall (Un hombre de suerte), 1929 - The Cocoanuts, 1929 - The Battle of Paris, 1929 - The Road Is Fine (La Route est belle), 1930 - Love Songs (L'Amour chante), 1930 - El profesor de mi señora, 1930 - Komm zu Mir Zum Rendez-vous, 1930 - Black and White (Le Blanc et la noir) (codirector), 1931 - Murders in the Rue Morgue (Doble asesinato en la calle Morgue), 1932 - The Man Called Back, 1932 - Those We Love (Nuestros amores), 1932 - Girl Missing, 1933 - Amor libre / Dulces cadenas (Ex-Lady, 1933) - The House on 56th Street, 1933 - Bedside, 1933 - Registered Nurse, 1934 - Smarty, 1934 - I Sell Anything, 1934 - I Am a Thief, 1934 - The Woman in Red (Vestida de rojo), 1935 - The Florentine Dagger, 1935 - Go Into Your Dance (Casino de París) (sin créditos), 1935 - Going Highbrow, 1935 - Don't Bet on Blondes, 1935 - Ship Cafe, 1935 - The Payoff, 1935 - The Preview Murder Mystery, 1936 - Till We Meet Again, 1936 - Hollywood Boulevard, 1936 | - Outcast, 1937 - King of Gamblers, 1937 - Mountain Music, 1937 - This Way Please, 1937 - Daughter of Shanghai, 1937 - Dangerous to Know, 1938 - King of Alcatraz, 1938 - Disbarred, 1939 - Hotel Imperial, 1939 - The Magnificent Fraud, 1939 - Death of a Champion, 1939 - Parole Fixer, 1940 - Women Without Names, 1940 - The Face Behind the Mask, 1941 - Meet Boston Blackie, 1941 - Two in a Taxi, 1941 - Dangerously They Live, 1941 - Lady Gangster (como Florian Roberts), 1941 - Bomber's Moon (director de segunda unidad), 1943 - The Desert Song, 1943 - Roger Touhy, Gangster, 1944 - Man from Frisco, 1944 - God Is My Co-Pilot, 1945 - Danger Signal, 1945 - San Antonio, 1945 - The Beast with Five Fingers, 1946 - Tarzan and the Mermaids (Tarzán y las sirenas), 1948 - Rogues' Regiment, 1948 - Outpost in Morocco, 1949 - The Crooked Way, 1949 - The Vicious Years, 1950 - Johnny One-Eye, 1950 - Adventures of Captain Fabian (sin créditos), 1951 |

### Cortos
- Hello New York! (Bonjour New York), 1928
- The Life and Death of 9413: a Hollywood Extra, 1928
- Skyscraper Symphony, 1929
- Fifty-Fifty, 1932